# Kyjevskopečerská lávra
Kyjevskopečerská lávra (ukrajinsky Києво-Печерська лавра, rusky Киево-Печерская лавра) je pravoslavný klášterní komplex v ukrajinském Kyjevě, založený roku 1051 poustevníky Feodosijem a Antonijem Pečerským. Komplex je zapsán na seznamu Světového dědictví UNESCO.

## Historie
Ve středověku byl významným kulturním centrem (archimandrita Jelisej Pletěněckij zde provozoval tiskárnu, která sehrála velkou roli v rozvoji ruské literatury) a dnes je sídlem metropolity Volodymyra (Viktor Sabodan), duchovního vůdce Ukrajinské pravoslavné církve (Moskevský patriarchát). Název pochází od slova пещера (jeskyně), protože původně žili mniši v labyrintu podzemních jeskyní, až později nad nimi byly postaveny chrámy. Dominantou areálu, který je vysokým srázem rozdělen na horní a dolní lávru, je 96,5 metru vysoká zvonice. Architektonicky nejcennějšími stavbami jsou Uspenský chrám a refektář. Součástí lávry je také Chrám Spasitele na Berestovu, ačkoli leží mimo její zdi.
Komunistický režim klášter v roce 1930 zrušil a proměnil v muzeum. Komplex lávry byl vážně poškozen za bojů druhé světové války, znovu byl vysvěcen v roce 1988 v rámci oslav tisíce let od přijetí křesťanství na Kyjevské Rusi.
Po nezdařené rekonstrukci ze začátku 21. století začala lávra chátrat. [zdroj?] V roce 2007 byla zvolena jedním z tzv. sedmi divů Ukrajiny. Podle kláštera je okolní část Kyjeva oficiálně pojmenována Pečerský rajón.
V areálu lávry je pochován ruský předseda vlády Pjotr Stolypin.